# Pityriasis rosea

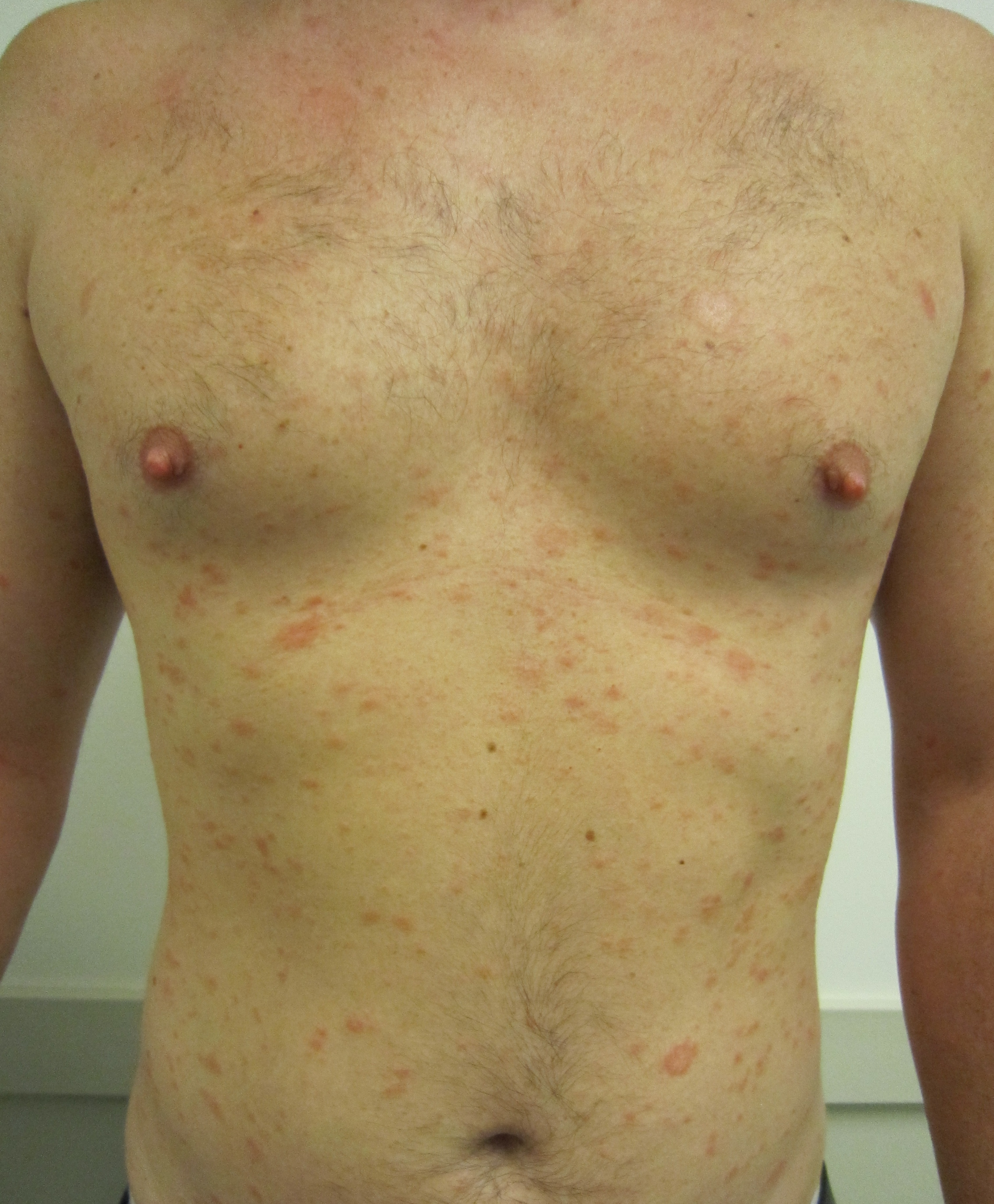
Ložiska rozšířená po celém trupu

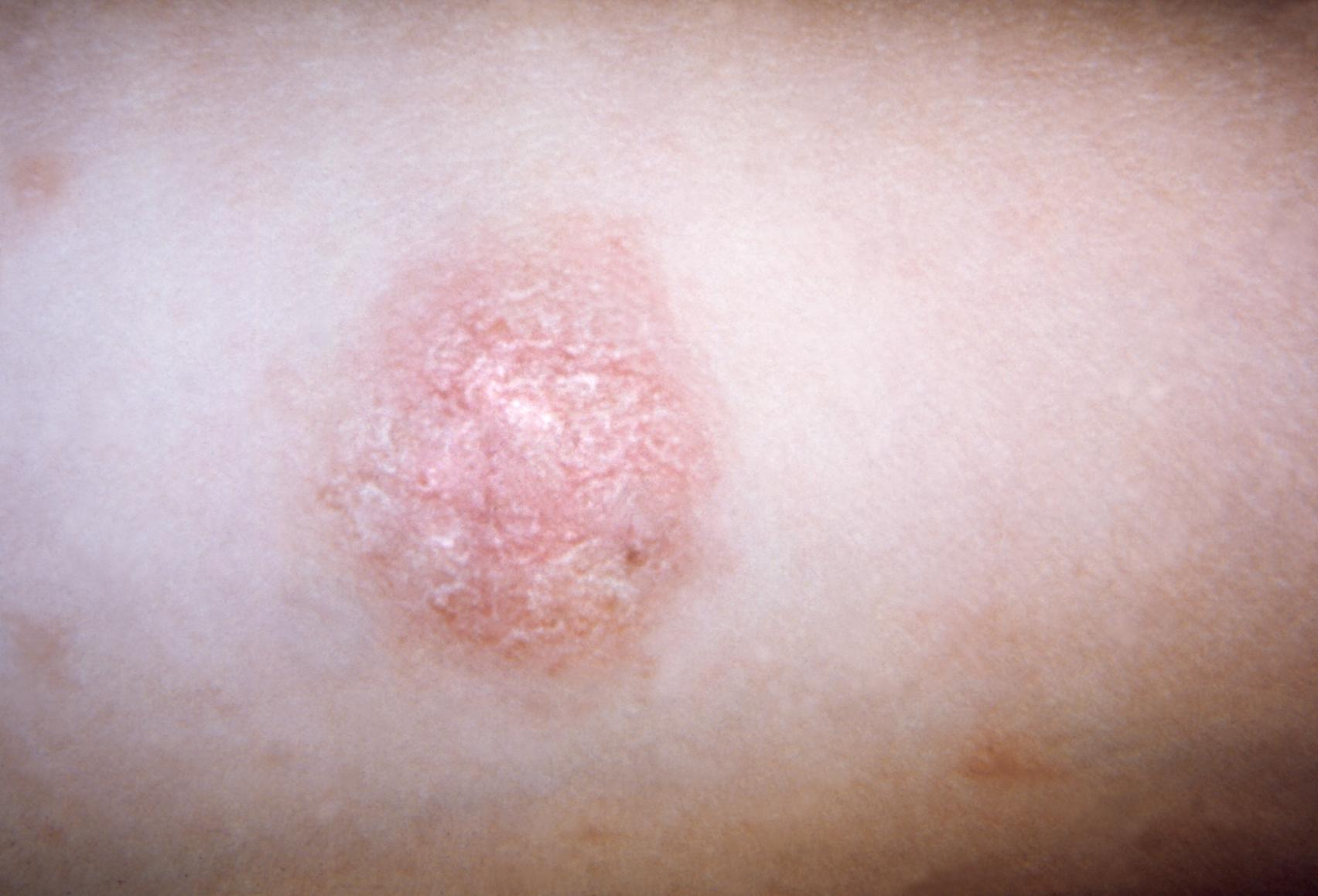
Primární plaka

Pityriasis rosea, česky růžová pityriása, (taktéž známá pod názvem pityriasis rosea Gibert) je kožní vyrážka s charakteristickými kožními projevy. Původcem onemocnění je zřejmě virová infekce (HHV-7). Onemocnění nejčastěji propuká u dětí a mladistvých dospělých (nejčastěji ve věku 15–40 let; častěji ženy), obvykle onemocnění více propuká na jaře a na podzim. Pityriása není nebezpečná a samovolně bez následků vymizí během 6 až 8 týdnů.
Prvotním příznakem bývá ložisko, tzv. primární plaka, které má 2 až 5 cm v průměru, má světle červenou nebo růžovou barvu a je šupinaté. Nalézáme ho zejména na zádech, břiše, krku nebo na ramenou. Po jednom až dvou týdnech vznikají po celém těle menší ložiska, zejména na trupu a na končetinách směrem blíže k trupu. Tato ložiska mohou mírně svědit a jsou náchylná na podráždění, například při častém mytí. Vyrážka sama zmizí, není nutná nějaká léčba, avšak případně lze použít tekutý pudr na zmírnění svědění nebo slabé protizánětlivé masti. Po skončení onemocnění mohou na kůži nějakou dobu přetrvat skvrny, které však po čase zmizí.
Po onemocnění pacienti získávají celoživotní imunitu, takže by nemělo být možné onemocnět pityriásou opakovaně.